# 섬진강휴게소
섬진강휴게소(蟾津江休憩所, Seomjingang Service Area)는 전라남도 광양시 진월면 신아리에 위치한 남해고속도로의 휴게소이다. 휴게소 바로 옆에 섬진강이 지나고 있다. 현재 고속버스와 시외버스를 탈 수 있는 환승터미널도 자리잡고 있다.
1973년 11월 14일 남해고속도로 개통 당시에는 휴게소가 없었다. 1975년 9월 17일에 호남고속도로와 남해고속도로 준공비 건립과 함께 휴게소가 건설되었다. 본래 한국도로공사에서 휴게소를 운영했으나 1995년 한국도로공사에서 고속도로 시설 민영화 정책에 따라 민영화되었으며, 두성유통이 이 때 낙찰받아서 섬진강휴게소 양방향을 모두 운영하고 있다.
2017년 12월 29일에는 대중교통 환승시설이 개장했으며, 고속버스 8개, 시외버스 10개, 시내버스 2개 노선을 이용할 수 있게 되었다. 정차하는 고속버스 노선은 광주↔부산, 광주↔서부산, 광주↔울산, 광주↔창원, 광주↔진해, 부산↔순천, 부산↔여수, 서부산↔여수, 서부산↔순천 9개 노선이다.

## 개요
상행휴게소(순천 방향)
- 위치 : 전라남도 광양시 진월면 신답길 24-14
- 주차장규모 : 112대(소형 74대, 대형 34대, 장애인 4대)

하행휴게소(부산 방향)
- 위치 : 전라남도 광양시 진월면 섬진강매화로 141
- 주차장규모 : 143대(소형 115대, 대형 24대, 장애인 4대)

## 연혁
- 1975년 9월 17일 : 호남고속도로와 남해고속도로 준공비 건립과 함께 휴게소 개장
- 1995년 4월 1일 : 두성유통이 섬진강휴게소 운영권을 낙찰받아 휴게소 운영 시작
- 2001년 3월 27일 : 하행휴게소 신축 준공
- 2004년 9월 15일 : 상행휴게소 신축 준공
- 2013년 6월 17일 : 하행휴게소 전망대 확장
- 2014년 11월 15일 : 하행휴게소 주차장 확장
- 2015년 10월 31일 : 상행휴게소 주차장 확장
- 2017년 12월 29일 : 대중교통 환승시설 개장
- 2018년 1월 10일 : 고속버스 9개 노선 정차 실시

## 특징
휴게소 개장 당시부터 육교가 설치되어 있어 도보로 반대편 휴게소로 이동이 가능하다. 또한 2011년부터는 식당 옆에 갤러리 문화 공간을 마련하여 작품 전시회를 열고 있다.
부산 방향 휴게소에는 2층 테라스와 전망대가 설치되어 있으며, 섬진강을 바로 바라볼 수 있어 좋은 휴식공간이 되어주고 있다.
2017년 12월 29일에는 대중교통 환승시설이 개장했으며, 2018년 1월 10일부터 고속버스 노선이 운행되기 시작했다. 매표소는 08시부터 20시까지 운영한다.

## 특색 음식
2007년에는 휴게소 대표 음식으로 청매실 치즈 돈까스가 소개되었으며, 2008년에는 청매실재첩비빔밥과 청매실쭈삼불고기가 인기 많았다. 이 덕분에 2008년 고속도로 이용자들을 대상으로 휴게소의 음식 맛 만족도 조사를 실시한 결과 90점 이상의 높은 점수를 받았다.
2009년에는 대표 음식으로 '매실떡갈비 스테이크'를 출품해 2009년 휴게소 맛자랑 대회에서 대상을 받았으며, 2011년 한국도로공사에서 고속도로 휴게시설 운영서비스 평가 결과 맛자랑대회에서 호평 받은 음식으로 청매실 보리된장 비빔밥이 꼽혔다. 2013년 휴게소 맛자랑대회에서는 간식부문 최고음식으로 다문화가족이 직접 개발한 '푸드인 아시아세트'가 선정되었다.

## 상행 환승정류장
순천 방면 휴게소에 설치되어 있다.

### 고속버스
| 운행 노선           | 운행업체          | 운행구간     | 운행구간 | 운행구간 | 경유지     | 배차 간격 (분) | 시간표                                          |
| ------------------- | ----------------- | ------------ | -------- | -------- | ---------- | -------------- | ----------------------------------------------- |
| 섬진강휴게소 ↔ 광양 | 금호고속          | 섬진강휴게소 | ↔        | 광양     | 동광양     | 5회            | 10:15, 13:45, 16:15, 17:45, 19:45               |
| 섬진강휴게소 ↔ 광주 | 금호고속 삼화고속 | 섬진강휴게소 | ↔        | 광주     | 무정차     | 10~35          | 첫차:08:15(섬진강 기준) 막차:19:45(섬진강 기준) |
| 섬진강휴게소 ↔ 순천 | 금호고속 천일고속 | 섬진강휴게소 | ↔        | 순천     | 순천대학교 | 30~100         | 첫차:08:55(섬진강 기준) 막차:19:45(섬진강 기준) |
| 섬진강휴게소 ↔ 여수 | 금호고속 천일고속 | 섬진강휴게소 | ↔        | 여수     | 여천       | 10~45          | 첫차:09:05(섬진강 기준) 막차:19:55(섬진강 기준) |

### 시외버스
| 운행 노선             | 운행업체 | 운행구간     | 운행구간 | 운행구간 | 경유지                                                                         | 배차 간격 (분) | 시간표                                                        |
| --------------------- | -------- | ------------ | -------- | -------- | ------------------------------------------------------------------------------ | -------------- | ------------------------------------------------------------- |
| 섬진강휴게소 ↔ 강진   | 금호고속 | 섬진강휴게소 | ↔        | 강진     | 동광양, 광양, 순천, 벌교, 조성, 예당, 보성, 배산, 장흥                         | 9회            | 08:00, 10:50, 11:40, 13:30, 14:50, 15:15, 16:55, 17:45, 20:25 |
| 섬진강휴게소 ↔ 고흥   | 금호고속 | 섬진강휴게소 | ↔        | 고흥     | 동광양, 광양, 순천, 벌교, 과역                                                 | 3회            | 11:35, 15:10, 17:05                                           |
| 섬진강휴게소 ↔ 고흥   | 금호고속 | 섬진강휴게소 | ↔        | 고흥     | 순천, 벌교, 과역                                                               | 2회            | 16:10, 18:40                                                  |
| 섬진강휴게소 ↔ 나로도 | 금호고속 | 섬진강휴게소 | ↔        | 나로도   | 순천, 벌교, 과역, 고흥, 백양                                                   | 1회            | 16:10                                                         |
| 섬진강휴게소 ↔ 녹동   | 금호고속 | 섬진강휴게소 | ↔        | 녹동     | 동광양, 광양, 순천, 벌교, 과역, 고흥                                           | 3회            | 11:35, 15:10, 17:05                                           |
| 섬진강휴게소 ↔ 목포   | 금호고속 | 섬진강휴게소 | ↔        | 목포     | 동광양, 광양, 순천, 삼호, 남악                                                 | 4회            | 09:50, 15:30, 17:30, 20:10                                    |
| 섬진강휴게소 ↔ 목포   | 금호고속 | 섬진강휴게소 | ↔        | 목포     | 동광양, 광양, 순천, 벌교, 조성, 예당, 보성, 배산, 장흥, 강진, 성전, 독천, 삼호 | 5회            | 08:00, 11:40, 13:30, 15:15, 17:45                             |
| 섬진강휴게소 ↔ 순천   | 금호고속 | 섬진강휴게소 | ↔        | 순천     | 무정차                                                                         | 2회            | 18:40, 21:00                                                  |
| 섬진강휴게소 ↔ 순천   | 금호고속 | 섬진강휴게소 | ↔        | 순천     | 동광양, 광양                                                                   | 10~50          | 첫차:08:00(섬진강 기준) 막차:22:30(섬진강 기준)               |

## 하행 환승정류장
부산 방면 휴게소에 설치되어 있다.

### 고속버스
| 운행 노선             | 운행업체                   | 운행구간     | 운행구간 | 운행구간     | 경유지     | 배차 간격 (분) | 시간표                                                 |
| --------------------- | -------------------------- | ------------ | -------- | ------------ | ---------- | -------------- | ------------------------------------------------------ |
| 섬진강휴게소 ↔ 김해   | 금호고속                   | 섬진강휴게소 | ↔        | 김해         | 무정차     | 4회            | 09:30, 11:45, 13:45, 15:50                             |
| 섬진강휴게소 ↔ 부산   | 금호고속 삼화고속 천일고속 | 섬진강휴게소 | ↔        | 부산         | 내서       | 25~50          | 첫차:08:15(섬진강 기준) 막차:19:35(섬진강 기준)        |
| 섬진강휴게소 ↔ 서부산 | 금호고속                   | 섬진강휴게소 | ↔        | 서부산(사상) | 내서       | 10~40          | 첫차:08:15(섬진강 기준) 막차:19:35(섬진강 기준)        |
| 섬진강휴게소 ↔ 울산   | 금호고속                   | 섬진강휴게소 | ↔        | 울산         | 신복       | 7회            | 08:10, 09:35, 11:35, 13:40, 15:35, 17:35, 19:35        |
| 섬진강휴게소 ↔ 진해   | 금호고속                   | 섬진강휴게소 | ↔        | 진해         | 무정차     | 3회            | 10:05, 14:50, 18:15                                    |
| 섬진강휴게소 ↔ 창원   | 금호고속                   | 섬진강휴게소 | ↔        | 창원         | 내서, 마산 | 8회            | 09:30, 10:45, 11:45, 12:50, 13:45, 15:50, 17:10, 19:40 |
| 섬진강휴게소 ↔ 통영   | 금호고속                   | 섬진강휴게소 | ↔        | 통영         | 무정차     | 5회            | 09:40, 12:25, 15:55, 18:00, 19:35                      |

### 시외버스
| 운행 노선               | 운행업체 | 운행구간     | 운행구간 | 운행구간 | 경유지 | 배차 간격 (분) | 시간표                                          |
| ----------------------- | -------- | ------------ | -------- | -------- | ------ | -------------- | ----------------------------------------------- |
| 섬진강휴게소 ↔ 마산     | 금호고속 | 섬진강휴게소 | ↔        | 마산     | 무정차 | 1회            | 11:55                                           |
| 섬진강휴게소 ↔ 부산서부 | 금호고속 | 섬진강휴게소 | ↔        | 부산서부 | 무정차 | 30~90          | 첫차:07:50(섬진강 기준) 막차:22:20(섬진강 기준) |